# The Human Centipede (First Sequence)
The Human Centipede (First Sequence) is een Nederlandse horrorfilm, geschreven en geregisseerd door Tom Six. De productie ging op 30 augustus 2009 in wereldpremière tijdens het London FrightFest Film Festival. Hoofdrolspelers zijn Dieter Laser, Ashley C. Williams, Ashlynn Yennie en Akihiro Kitamura.
De film kwam op 28 april 2010 uit in de Verenigde Staten en op 4 augustus 2010 in het Verenigd Koninkrijk. Tom Six was ondertussen klaar met het vervolg, The Human Centipede II (Full Sequence). Deze film is op 9 oktober 2011 in 18 Amerikaanse bioscopen in première gegaan en in 2015 volgde The Human Centipede III (Final Sequence).

## Verhaal
De gepensioneerde Duitse chirurg Heiter was tijdens zijn carrière gespecialiseerd in het scheiden van Siamese tweelingen. Hij oefent zijn vak al een tijd niet meer uit, maar is nog steeds gefascineerd door zijn expertise. Hij broedt al tijden op het plan om een aantal mensen aan elkaar te koppelen in plaats van ze te scheiden. Hij wil zo van verschillende mensen één wezen maken met één gedeeld, functionerend spijsverteringsstelsel: een menselijke duizendpoot. Iets soortgelijks heeft hij al geprobeerd met drie honden, die nu samen als zijn geliefde 'dreihund' begraven liggen in zijn tuin.
De Amerikaanse toeristen Lindsay en Jenny krijgen autopech en kloppen nietsvermoedend bij Heiter aan voor hulp. Hij doet net of hij een hulpdienst voor ze belt en drogeert hen. Wanneer ze ontwaken, liggen ze vastgebonden in ziekenhuisbedden. In een bed naast hen ligt een vrachtwagenchauffeur, die eerder door Heiter ontvoerd werd. Hij blijkt niet te passen bij Lindsay en Jenny, dus euthanaseert Heiter hem en ontvoert hij de Japanse toerist Katsuro ter vervanging. Hij legt zijn plannen aan de drie slachtoffers uit, om ze vervolgens een voor een onder narcose te brengen. Lindsay probeert te ontsnappen, maar weet niet te ontkomen. Als straf hiervoor moet zij in het midden van Heiters menselijke duizendpoot.
Heiter begint met zijn operatie en slaagt erin om de drie aan elkaar te koppelen. De gestoorde dokter heeft hun mond-aan-anus vastgehecht en hun kniebanden doorgesneden zodat niemand rechtop kan gaan staan. Hij laat zijn 'nieuwe wezen' oefeningen doen als rondkruipen en de krant halen en voert Katsuro eten vanuit een bak op de grond. Lindsay is voor haar voeding afhankelijk van wat Katsuro uitscheidt en Jenny op haar beurt van wat er door Lindsays spijsverteringskanaal komt. Jenny blijkt echter korte tijd na de operatie stervende te zijn door bloedvergiftiging.
Detectives Kranz en Voller bezoeken het huis tijdens hun onderzoek naar de vermiste toeristen. Heiter besluit hen als vervangers voor Jenny toe te voegen aan de duizendpoot. Hij slaagt er echter niet in ze te drogeren. Wanneer de detectives weg zijn, vallen de drie slachtoffers Heiter aan, maar kunnen hem niet overmeesteren. Katsuro pleegt hierop zelfmoord door zijn keel door te snijden met een stuk glas, maar niet voordat hij opbiecht zijn lot te beschouwen als een gepaste straf voor het feit dat hij zijn familie slecht heeft behandeld. De detectives keren terug met een huiszoekingsbevel. Heiter schiet Voller dood en treft ook Kranz met een fataal schot. Voor hij sterft, schiet Kranz niettemin ook Heiter dood. Vervolgens sterft Jenny aan haar bloedvergiftiging. Lindsay blijft hulpeloos en alleen achter in het lege, afgelegen huis, met haar mond en anus vastgehecht aan de lijken van Katsuro en Jenny.

## Rolverdeling
| Acteur             | Personage           |
| ------------------ | ------------------- |
| Dieter Laser       | Dr. Heiter          |
| Ashley C. Williams | Lindsay             |
| Ashlynn Yennie     | Jenny               |
| Akihiro Kitamura   | Katsuro             |
| Andreas Leupold    | Det. Kranz          |
| Peter Blankenstein | Det. Voller         |
| Bernd Kostrau      | Vieze man           |
| Rene de Wit        | Truckchauffeur      |
| Rosemary Annabella | Amy (stem)          |
| Sylvia Zidek       | Receptionist (stem) |

## Achtergrond

### Script
De inspiratie voor de film kwam van een grap die Tom Six vaak maakte tegenover vrienden. Volgens hem zouden pedofielen gestraft moeten worden door hun monden operatief vast te naaien aan de anus van een dikke vrachtwagenchauffeur. Later besefte hij dat dit mogelijk bruikbaar materiaal was voor een horrorfilm, en begon het idee uit te werken. Hij haalde ook inspiratie uit de serie Big Brother, waar hij eveneens regisseur van was geweest, waarin hij volgens eigen zeggen mensen geregeld gekke dingen zag doen wanneer ze dachten dat niemand hen in de gaten hield. Een andere inspiratiebron waren Japanse horrorfilms en de werken van David Cronenberg.
Volgens Six was The Human Centipede in zekere zin een reflective van het fascisme. Zijn idee om een Duitser tot de antagonist van de film te maken kwam voort uit verhalen over Nazi-experimenten. Dr. Heiter's naam is een samenvoeging van de namen van verschillende Nazi-oorlogsmisdadigers, zoals Fetter en Richter. Zijn voornaam komt van Josef Mengele. De keuze om een Japanner te nemen als slachtoffer was om een taalbarrière te laten ontstaan tussen de dokter en zijn creatie. Katsuro spreekt in de hele film alleen Japans; iets dat noch Heiter, noch zijn twee medeslachtoffers verstaan.

### Productie
Toen hij op zoek ging naar sponsors voor zijn film, verzweeg Six bewust het feit dat de slachtoffers met hun mond aan de anus van een ander slachtoffer zouden worden vastgemaakt, omdat hij bang was dat dit scenario potentiële sponsors zou afschrikken.
Hoewel The Human Centipede zich afspeelt in Duitsland, vonden de opnames grotendeels in Nederland plaats. Dieter Laser bleef tijdens de opnamedagen zo veel mogelijk in zijn rol, en vermeed zijn medeacteurs buiten de opnames om. Ook koos hij zelf de kleding voor zijn personage uit. De drie acteurs die de slachtoffers van dr. Heiter spelen, kregen elke dag na afloop van de opnames een massage omdat ze voortdurend op hun handen en knieën moesten lopen.
Six wilde dat zijn film in medisch opzicht zo accuraat mogelijk zou zijn. Van de operatie zelf wordt in de film niet veel gezien. Six vroeg een ervaren arts om advies om de menselijke duizendpoot er zo natuurlijk mogelijk uit te laten zien.

### Uitgave en ontvangst
The Human Centipede werd op verschillende filmfestivals vertoond, waaronder het London FrightFest Film Festival, het Leeds International Film Festival en het Filmfestival van Sitges. De film bracht wereldwijd $252.207 op.
De film werd met gemengde reacties ontvangen door critici. The Daily Telegraph was ronduit negatief over de film. Ook het tijdschrift Variety gaf de film een matige beoordeling.

## Vervolg en parodieën
Er bestaan meerdere parodieën op de film, zoals de South Park-aflevering HumancentiPad.
Een vervolg getiteld The Human Centipede II (Full Sequence) verscheen in 2011. In juni 2011 werd door de BBFC bekendgemaakt dat het vervolg in Groot-Brittannië is verboden vanwege zijn schokkende inhoud. In 2015 volgde het laatste deel van de trilogie, The Human Centipede III (Final Sequence).

## Prijzen en nominaties
In 2009 won The Human Centipede op het Austin Fantastic Fest de juryprijs voor zowel beste acteur (Dieter Laser) als beste horror.
Datzelfde jaar won de film op het Screamfest de festivaltrofee voor beste film.